# Cabanas de Torres

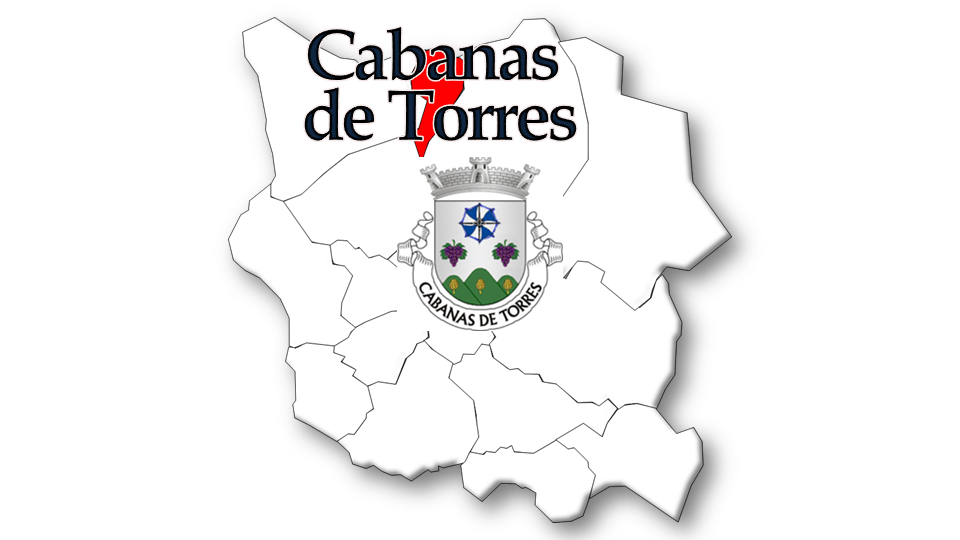
Localização da antiga Freguesia de Cabanas de Torres no Município de Alenquer

Cabanas de Torres é uma povoação portuguesa do Município de Alenquer que foi sede da extinta Freguesia de Cabanas de Torres, freguesia que tinha 6,83 km² de área e 989 habitantes (2011), e, portanto, uma densidade populacional de 144,8 hab/km².

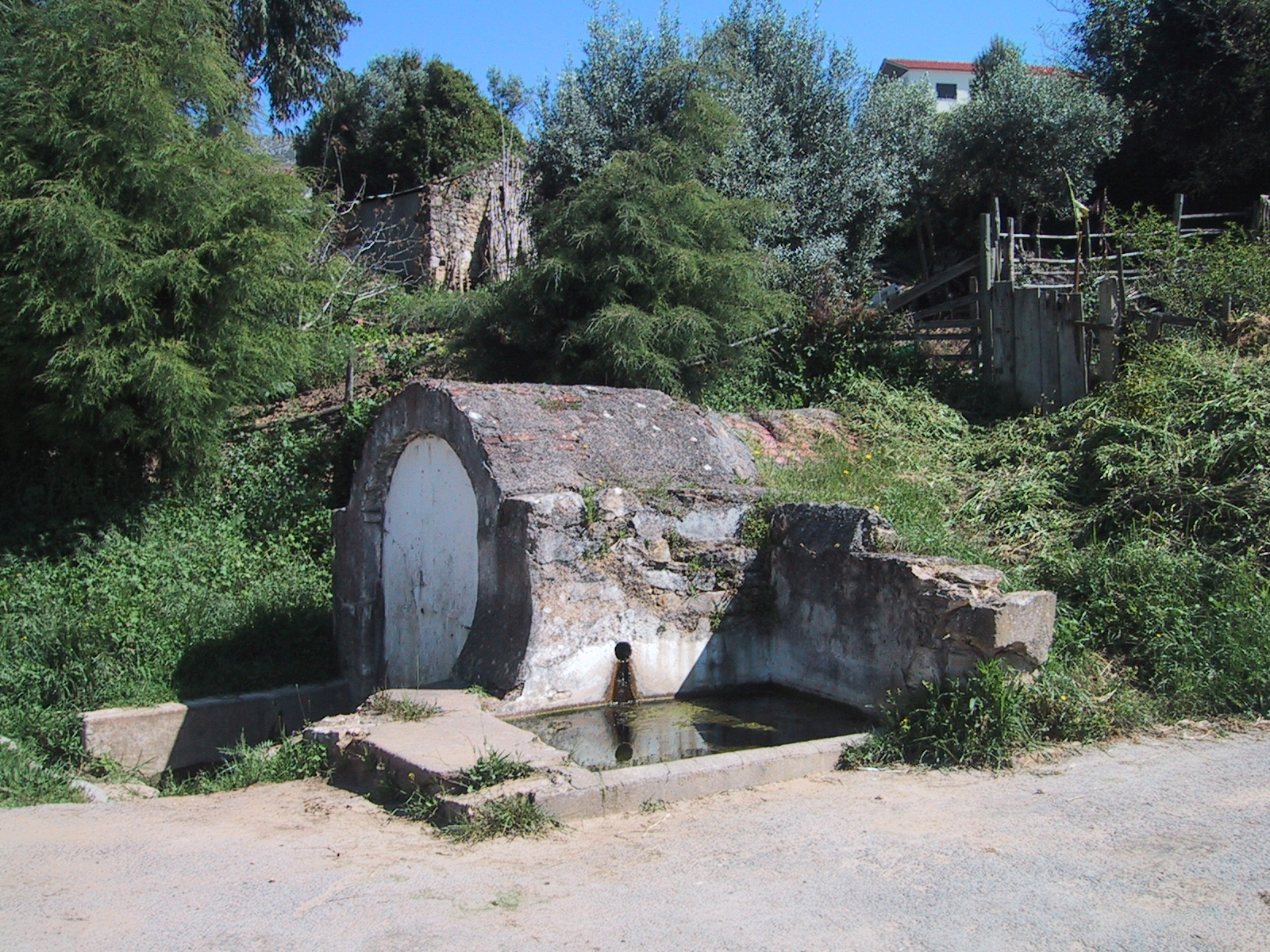
Fonte em Cabanas de Torres.

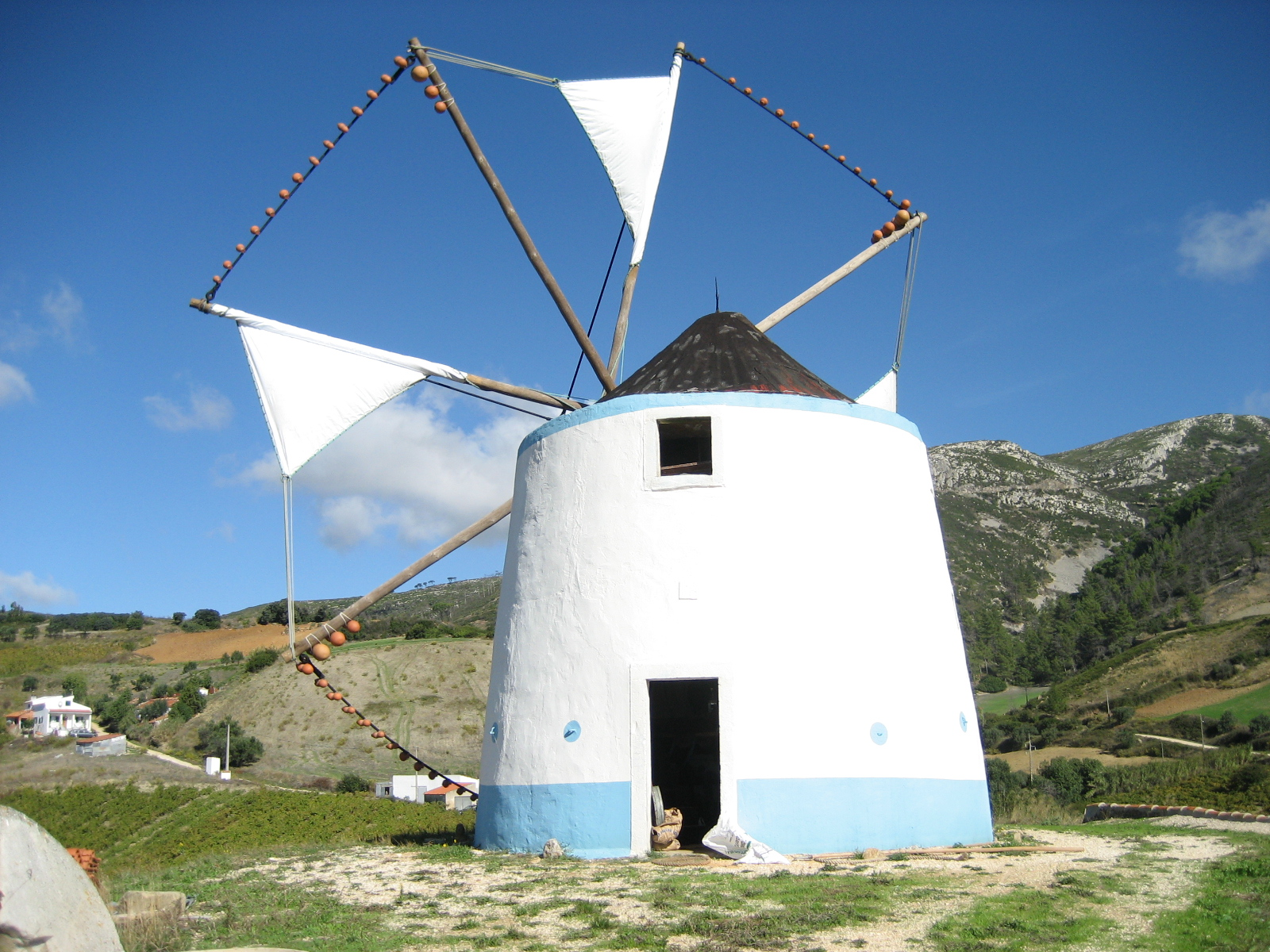
Moinho de vento em Cabanas de Torres.

A Freguesia de Cabanas de Torres foi extinta (agregada), em 2013, no âmbito de uma reforma administrativa nacional, tendo sido agregada à freguesia de Abrigada, para formar uma nova freguesia denominada União das Freguesias de Abrigada e Cabanas de Torres com sede em Abrigada.

## História
Cabanas de Torres  localiza-se na região Oeste e distrito de Lisboa, Município de Alenquer, sendo constituída pelas localidades de Cabanas de Torres e Paúla, que se situam no início das vertentes orientais da Serra de Montejunto.
Esta localidade, bem como a sua origem e fundação estão referenciadas há já muito tempo, e terá sido fundada há mais de quinhentos anos por população oriunda da região de Torres Vedras, em virtude de uma peste que terá assolado a região naquele tempo. Contudo, e a ser verdadeira a origem de vários instrumentos líticos existentes no Museu Municipal Hipólito Cabaço em Alenquer, é possível encontrar uma ocupação deste local desde o neolítico conforme diversos achados arqueológicos descobertos por populares por toda a extensão da localidade e comprovados pela descoberta do Algar do Bom Santo em 1991. Esta descoberta aconteceu a quatro quilómetros da localidade em plena serra perto do lugar do Bom Santo em Abrigada e a sua última ocupação terá sido no neolítico final. Sobre a origem do nome da localidade tanto as fontes clássicas como a crença local são unânimes: a população ter-se-á fixado nesta região da Serra de Montejunto  e ali terá feito umas cabanas para se abrigarem .
Tanto os abrigos, como o vento, estão bem patentes na toponímia local. A freguesia da vertente leste da serra de Montejunto é Abrigada, e a localidade mais a oeste desta freguesia e que está mais próxima de Cabanas de Torres, é Cabanas do Chão .

## População
Grupos etários em 2001 e 2011			

| Nº de habitantes | Nº de habitantes | Nº de habitantes | Nº de habitantes | Nº de habitantes | Nº de habitantes | Nº de habitantes | Nº de habitantes | Nº de habitantes | Nº de habitantes | Nº de habitantes | Nº de habitantes | Nº de habitantes | Nº de habitantes | Nº de habitantes | Nº de habitantes |
| ---------------- | ---------------- | ---------------- | ---------------- | ---------------- | ---------------- | ---------------- | ---------------- | ---------------- | ---------------- | ---------------- | ---------------- | ---------------- | ---------------- | ---------------- | ---------------- |
| Censo            | 1864             | 1878             | 1890             | 1900             | 1911             | 1920             | 1930             | 1940             | 1950             | 1960             | 1970             | 1981             | 1991             | 2001             | 2011             |
| Habit            | 447              | 562              | 636              | 687              | 782              | 866              | 1 048            | 1 188            | 1 292            | 1 296            | 1 126            | 1 161            | 1 073            | 1 013            | 989              |
| Varº             |                  | +26%             | +13%             | +8%              | +14%             | +11%             | +21%             | +13%             | +9%              | +0%              | -13%             | +3%              | -8%              | -6%              | -2%              |

|     | 0-14 anos  | 15-24 anos | 25-64 anos | 65 e + anos |
| Hab | 158 \| 126 | 120 \| 125 | 515 \| 488 | 220 \| 250  |
| Var | -20%       | +4%        | -5%        | +14%        |

## Economia
Em termos económicos, Cabanas de Torres vive da agricultura, vitivinicultura, transformação de mármore, fornos de carvão, serração de madeiras, construção civil e comércio.

## Património edificado
- Igreja de Cabanas de Torres
- Capela de São João Baptista (Serra de Montejunto)
- Capela de Nossa Senhora do Ó de Paúla
- Ermida de São João Baptista.
- Moinhos de vento do Alto dos Cortiços.
- Fontes e Nascentes de Água.
- Lagares de Vinho.
- Lagar de Azeite.
- Eiras.
- Azenha (recentemente reconstruída).

## Festas e romarias
- S. João Baptista - 24 de Junho
- Nossa Senhora do Ó - última semana de Agosto
- S. Gregório Magno - 1.ª semana de Setembro

## Colectividades
As principais colectividades existentes nesta localidade são:
- Montejunto Orquestra Clube
- Centro Cultural de Paúla
- Associação Musical de Cabanas de Torres
- Rancho Folclórico "Flor de Montejunto" de Cabanas de Torres
- Rancho Folclórico "Primavera em Flor" de Paúla